# Johann Ludwig Ewald

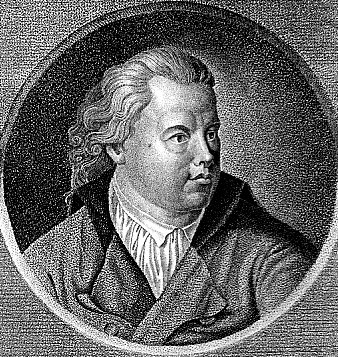
Johann Ludwig Ewald

Johann Ludwig Ewald (* 16. September 1748 (das in anderen Quellen genannte Jahr 1747 ist falsch) in Dreieichenhain in der Grafschaft Ysenburg; † 19. März 1822 in Karlsruhe) war ein deutscher reformierter Theologe, Pädagoge und Schriftsteller.

## Biografie
Ewald war der Sohn eines Landrentmeisters (kirchlichen Finanzverwaltung), der ihn sehr pietistisch erzog. Er studierte Theologie an der Universität Marburg und der Universität Göttingen. Als Präzeptor (Lehrer) war er in Kassel tätig. Ewald wurde dann Pfarrer in der Grafschaft Hanau und ab 1770 in Offenbach. 1781 erfolgte seine Ernennung zum Hofprediger und Generalsuperintendenten in Lippe-Detmold. Seine pädagogische, aufklärerische Reformtätigkeit, vor allem im Elementarschulwesen von Lippe wurde schon um 1790 gewürdigt.
Von 1796 bis 1805 war Ewald Prediger an der St. Stephanikirche in Bremen. Hier setzte er sich erfolgreich für Reformen am Bremer Schulwesen ein. 1805 wurde er zum Professor für Theologie an die Universität Heidelberg berufen. 1799 veröffentlicht er als (sicher fiktiver) Herausgeber den Band Fantasieen auf einer Reise durch Gegenden des Friedens, die Beschreibung einer gemeinsam mit einem befreundeten Arzt und dessen Familie unternommenen Reise durch Norddeutschland, vermutlich im Mai 1798. Er schließt das Werk mit einer Vision des Jahres 1898, wo die Vertreter aller Nationen übereinkommen, Angriffskriege, Beschränkungen des freien Handels und Ähnliches zu ächten und eine vernünftige, aufgeklärte Politik zu betreiben. Ab 1807 war Ewald zudem badischer Kirchenrat in Karlsruhe.
Er verfasste viele theologische und pädagogische Werke. Er war der Pestalozzischen Bildungsmethode sehr verbunden, konnte diese aber nach der Übernahme seiner theologischen Ämter in Karlsruhe nicht mehr praktisch weiterentwickeln.

## Werke
- Christliche Familienpredigten für mittlere Stände. Lemgo 1784 (LLB Detmold).
- Lesebuch für die Landschulen auch zum Gebrauche der Landleute in ihren Häusern. Lemgo und Duisburg, Meyer 1788 (Teile 1 und 2); 1793 (Teil 3).
- Über die Kantische Philosophie mit Hindsicht auf die Bedürfnisse der Menschheit. Unger, Berlin 1790.
- Über Volksaufklärung, ihre Gränzen und Vortheile. Unger, Berlin 1790.
- Entwurf des Religionsunterrichts, den der Prinz Casimir August von der Lippe bisher erhalten hat. Hannover 1792 (LLB Detmold).
- David. Detmold 1795 (LLB Detmold).
- Abschieds-Predigt an meine liebe Detmolder Gemeinde. Detmold 1796 (LLB Detmold).
- Eintrittspredigt bey der Gemeine zu St. Stephan in Bremen gehalten am ersten Christtage 1796. (LLB Detmold).
- Johann Ludwig Ewald und Johann Caspar Häfeli: Vorstellung an Bremens patriotische und edelgesinnte Bürger die Errichtung einer Bürgerschule betreffend; Bremen 1798.
- Die Kunst, ein gutes Mädchen, eine gute Gattin, Mutter und Hausfrau zu werden, Bremen 1798 (LLB Detmold).
- Fantasieen auf einer Reise durch Gegenden des Friedens von E.P.v.B., Hannover 1799 (Ewald fungiert als fiktiver Herausgeber des offensichtlich von ihm selbst geschriebenen Reiseberichts durch Norddeutschland).
- Mehala, ein Drama aus dem Jahr 1808.
- Geist und Vorschritte der Pestalozzischen Bildungsmethode, psychologisch entwickelt; Mannheim und Heidelberg 1810.
- Die Allgegenwart Gottes; Hennings'sche Buchhandlung, Gotha 1819.
- Briefe über die alte Mystik und den neuen Mysticismus, Leipzig 1822.